# Songs from Instant Star Two
 (janvier 2024).
Si vous disposez d'ouvrages ou d'articles de référence ou si vous connaissez des sites web de qualité traitant du thème abordé ici, merci de compléter l'article en donnant les références utiles à sa vérifiabilité et en les liant à la section « Notes et références ».

Songs from Instant Star Two est un album réunissant toutes les chansons de la deuxième saison de la série télévisée Ma vie de star interprétées par Alexz Johnson.
Cet album est sorti le 4 avril 2006 au Canada.

## Liste des Chansons
Les treize pistes de cet album sont :
1. Liar Liar
2. How Strong Do You Think I Am
3. Anyone But You
4. How I Feel
5. There's Us
6. Over-rated
7. Natural Disaster
8. Fade To Black
9. Another Thin Line
10. Not Standing Around
11. My Sweet Time
12. Who Am I Fooling
13. White Lines